# Brian Lawler
Brian Christopher Lawler (* 10. Januar 1972 in Memphis, Tennessee; † 29. Juli 2018 ebenda), besser bekannt unter seinem Ringnamen Grandmaster Sexay, war ein US-amerikanischer Wrestler. Er ist ein Sohn der Wrestlinglegende Jerry Lawler und damit ein Wrestler der zweiten Generation.

## Leben

### National Wrestling Alliance und Independent
Sein Debüt gab Lawler im Juni 1988, und seinen ersten großen Erfolg erzielte er am 10. Dezember 1992, als er den NWA-Texas-Heavyweight-Champion-Titel halten durfte.
Am 23. März 1992 wurde er zum ersten Mal USWA Heavyweight Champion. Zwischen Mai 1994 und Oktober 1996 durfte er diesen Titel insgesamt zehn Mal halten.

### WWF/WWE

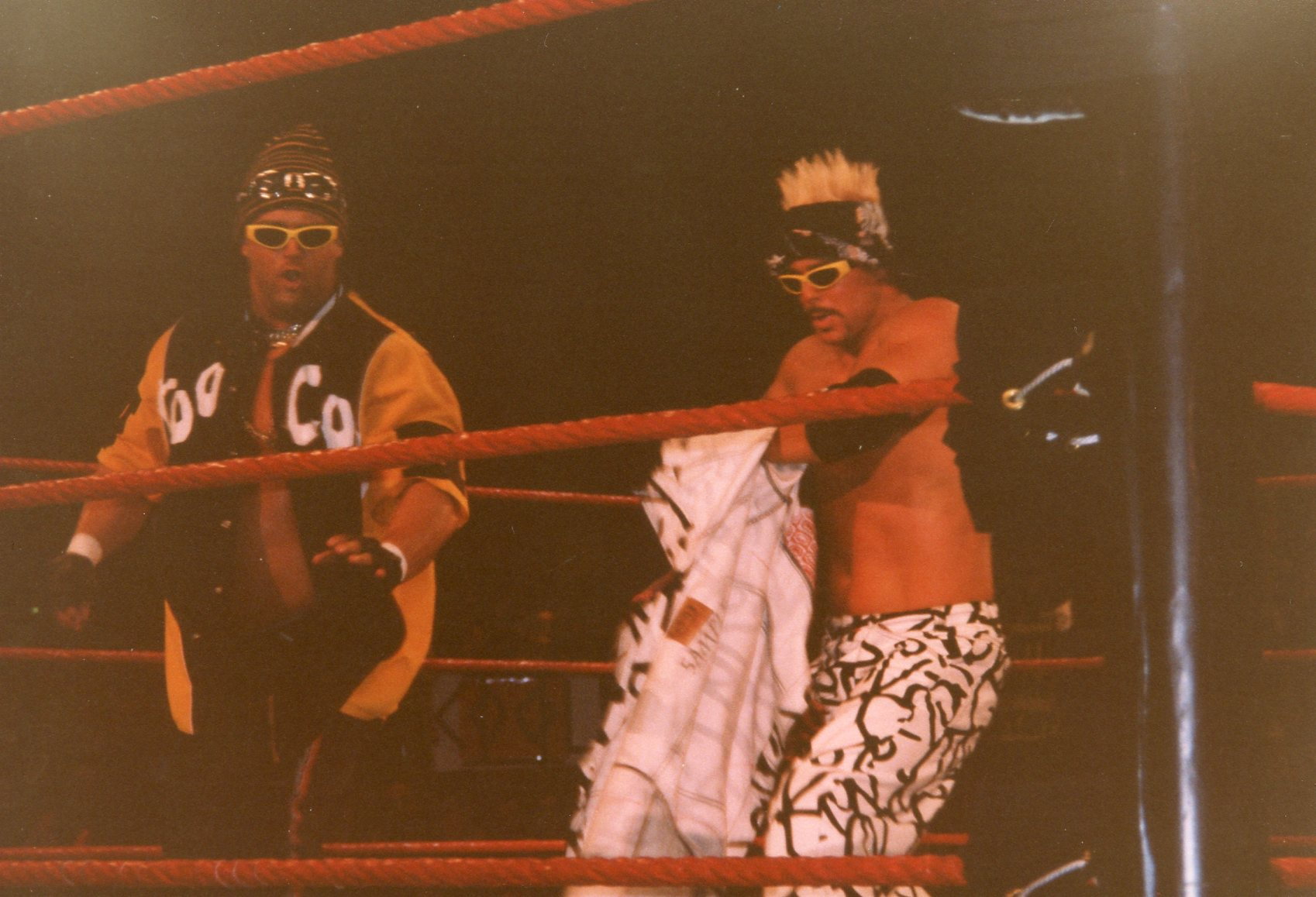
Lawler (links) und Scotty 2 Hotty, 1999

Im Jahre 1997 unterschrieb er einen Vertrag bei der World Wrestling Federation (jetzt WWE). Zunächst hatte er eine kleine Fehde gegen Ivan und Scott Putski, wobei er durch seinen Vater unterstützt wurde. Gegen Ende des Jahres unterstützte Lawler die neuformierte WWE Light Heavyweight Division. Der erste Titel wurde in einem sogenannten KO-Turnier ausgekämpft. Brian Lawler gelang es, bis in das Finale vorzudringen, das beim In Your House PPV D-Generation X im Dezember 1997 stattfand. Dort unterlag er dem Japaner Taka Michinoku.
Im Jahr 1998 konzentrierte sich Brian Lawler mehr auf die Tag Team Division. Zusammen mit seinem Cousin Scott Taylor (Scotty 2 Hotty) gründete er das Tag-Team Too Much. Nach einem erfolglosen Jahr pausierte das Team für einige Monate, um dann bei der Survivor Series 1999 sein Comeback zu geben. Aus Too Much wurde Too Cool und die beiden bekamen Verstärkung von Rikishi. In dieser erfolgreichen Phase gelang es Lawler, den WWF-Tag-Team-Titel zu gewinnen. 2001 wurde er von der WWE wegen Drogenbesitzes entlassen.

### Nach der Entlassung
Im Jahr 2002 gab ihm die WWE eine zweite Chance. Nach einigen verpassten Shows bzw. zu spätem Erscheinen wurde er nach nur einem Monat wieder entlassen. Es folgten Auftritte für die WWA und Total Nonstop Action Wrestling (TNA) sowie bei kleineren, unabhängigen Promotions.
Am 7. Juli 2018 wurde er wegen Trunkenheit am Steuer verhaftet. Er beging am 29. Juli 2018 Suizid.

## Erfolge

### Titel
- Hoosier Pro Wrestling

- 1× HPW Tag-Team Championship (mit Doug Gilbert)

- Memphis Superstars of Wrestling

- 1× MSW Junior Heavyweight Championship

- Memphis Wrestling

- 1× Memphis Wrestling Television Championship

- National Wrestling Alliance

- 1× New South Heavyweight Championship

- Powerhouse Championship Wrestling

- 1× PCW Light Heavyweight Championship

- Power Pro Wrestling

- 1× PPW Television Championship

- United States Wrestling Association

- 17× AWA Southern Heavyweight Championship
- 1× USWA Junior Heavyweight Championship
- 8× USWA Southern Heavyweight Championship
- 6× USWA Tag Team Championship
- 1× USWA Texas Heavyweight Championship

- World Wrestling Federation

- 1× WWF Tag Team Championship (mit Scotty 2 Hotty)

## Weblink
- Offizielle MySpace-Seite